# Psammodius schmidti
Psammodius schmidti är en skalbaggsart som beskrevs av Johannes von Nepomuk Franz Xaver Gistel 1857. Psammodius schmidti ingår i släktet Psammodius och familjen Aphodiidae. Inga underarter finns listade i Catalogue of Life.